# San Cristóbal (distrito de Luya)
San Cristobal é um distrito peruano localizado na Província de Luya, departamento Amazonas. Sua capital é a cidade de Olto.

## Transporte
O distrito de San Cristobal é servido pela seguinte rodovia:
- AM-108, que liga o distrito de Lonya Chico à cidade de San Jeronimo[2][3][4]